# La Bouche
La Bouche är en tysk Eurodanceduo som var stor i mitten av 1990-talet skapad av Frank Farian. Gruppen är en av få i sin genre som utöver Europa och Japan lyckades få topplistehittar i USA.
Gruppen bestod av Melanie Thornton (1967- † 2001) och D. Lane McCray Jr. Thornton omkom dock i en flygolycka 24 november 2001 utanför Zürich flygplats, två dagar innan hennes soloalbum skulle släppas. Thornton var på promotionturné för singeln Wonderful Dream (Holidays Are Coming) som var ett samarbete med Coca-Cola. La Bouchelåten In Your Life hade spelats in före hennes död och släpptes 2002. Gruppens storhetsdagar var över då sångerskan avled. Trots försök med nya sångerskan Kayo, så lyckades inte gruppen igen utan lades ner.
2003 åkte D. Lane McCray Jr tillsammans med den nya sångerskan, svenska Kayo, på promotionturné i USA.

## Diskografi

### Album
- Sweet Dreams (1995)
- All Mixed Up (1995; remixalbum av Sweet Dreams)
- A Moment of Love (1997)
- SOS (musikalbum) (1998)
- The Best of La Bouche med Melanie Thornton (2002)

### Singlar
- "Sweet Dreams" 1994
- "Be My Lover" 1995
- "Fallin' In Love" 1995
- "I Love to Love" 1995
- "Be My Lover" (Remix) 1995
- "Sweet Dreams" (Re-issue) 1996
- "Bolingo (Love Is In The Air)" 1996
- "You Won't Forget Me" 1997
- "A Moment Of Love" 1998
- "S.O.S." 1999
- "All I Want" 2000
- "In Your Life" 2002 (Inspelad med Melanie Thornton innan hennes död)
- "Sweet Dreams 2017" 2017
- "Night After Night" 2018